# Sprintschwimmeuropameisterschaften 1991
| Sprintschwimmeuropameisterschaften 1991 | Sprintschwimmeuropameisterschaften 1991 |
| --------------------------------------- | --------------------------------------- |
| Veranstaltungsort                       | Gelsenkirchen                           |
| Teilnehmende Nationen                   |                                         |
| Teilnehmende Athleten                   |                                         |
| Entscheidungen                          | 14                                      |
| Eröffnung                               | 6. Dezember 1991                        |
| Abschluss                               | 8. Dezember 1991                        |

| Medaillenspiegel | Medaillenspiegel       | Medaillenspiegel | Medaillenspiegel | Medaillenspiegel | Medaillenspiegel |
| Platz            | Land                   | G                | S                | B                | Gesamt           |
| ---------------- | ---------------------- | ---------------- | ---------------- | ---------------- | ---------------- |
| 1                | Deutschland            | 7                | 7                | 5                | 19               |
| 2                | Sowjetunion            | 3                | 2                | 2                | 7                |
| 3                | Schweden               | 2                | 1                | 1                | 5                |
| 4                | Niederlande            | 1                | 2                | 0                | 7                |
| 5                | Finnland               | 1                | 0                | 0                | 2                |
| 6                | Italien                | 0                | 2                | 2                | 4                |
| 7                | Vereinigtes Königreich | 0                | 0                | 2                | 2                |
| 8                | Estland                | 0                | 0                | 1                | 1                |

Die Sprinteuropameisterschaften 1991 im Schwimmen fanden vom 6. bis 8. Dezember 1991 in Gelsenkirchen statt und wurden vom europäischen Schwimmverband LEN organisiert.
Nur über die 50-m- und 100-m-Strecken wurden Medaillen vergeben.

## Schwimmen Männer

### 50 m Freistil
| Platz | Land        | Athlet           | Zeit     |
| ----- | ----------- | ---------------- | -------- |
| 1     | Sowjetunion | Alexander Popow  | 00:22,16 |
| 2     | Deutschland | Silko Günzel     | 00:22,25 |
| 3     | Schweden    | Joakim Holmquist | 00:22,32 |

### 50 m Schmetterling
| Platz | Land        | Athlet            | Zeit     |
| ----- | ----------- | ----------------- | -------- |
| 1     | Schweden    | Jan Karlsson      | 00:24,32 |
| 2     | Deutschland | Nils Rudolph      | 00:24,46 |
| 3     | Sowjetunion | Wladislaw Kulikow | 00:24,54 |

### 50 m Rücken
| Platz | Land        | Athlet          | Zeit     |
| ----- | ----------- | --------------- | -------- |
| 1     | Finnland    | Jani Sievinen   | 00:25,18 |
| 2     | Sowjetunion | Wladimir Selkow | 00:25,68 |
| 3     | Deutschland | Jens Bünger     | 00:25,83 |

### 50 m Brust
| Platz | Land        | Athlet           | Zeit     |
| ----- | ----------- | ---------------- | -------- |
| 1     | Sowjetunion | Wassili Iwanow   | 00:27,38 |
| 2     | Niederlande | Ron Dekker       | 00:27,42 |
| 3     | Italien     | Gianni Minervini | 00:27,51 |

### 100 m Lagen
| Platz | Land             | Athlet       | Zeit     |
| ----- | ---------------- | ------------ | -------- |
| 1     | Tschechoslowakei | Josef Hladký | 00:55,28 |
| 2     | Niederlande      | Ron Dekker   | 00:54,45 |
| 3     | Estland          | Indrek Sei   | 00:55,83 |

### Staffel 4 × 50 m Freistil
| Platz | Land            | Athleten                                                      | Zeit     |
| ----- | --------------- | ------------------------------------------------------------- | -------- |
| 1     | Deutschland     | - Silko Günzel - Nils Rudolph - Ingolf Rasch - Bengt Zikarsky | 01:28,27 |
| 2     | Sowjetunion     |                                                               | 01:29,39 |
| 3     | Verein. Königr. |                                                               | 01:31,58 |

### Staffel 4 × 50 m Lagen
| Platz | Land        | Athleten                                                                 | Zeit     |
| ----- | ----------- | ------------------------------------------------------------------------ | -------- |
| 1     | Sowjetunion | - Wladimir Selkow - Wassili Iwanow - Wladislaw Kulikow - Alexander Popow | 01:38,87 |
| 2     | Deutschland | - Jens Bünger - Ralf Eggers - Nils Rudolph - Bengt Zikarsky              | 01:39,05 |
| 3     | Italien     | - Giuseppe Tiano - Gianni Minervini - Luca Belfiore - René Gusperti      | 01:39,84 |

## Schwimmen Frauen

### 50 m Freistil
| Platz | Land        | Athlet          | Zeit     |
| ----- | ----------- | --------------- | -------- |
| 1     | Deutschland | Simone Osygus   | 00:25,04 |
| 2     | Deutschland | Daniela Hunger  | 00:25,49 |
| 3     | Schweden    | Louise Karlsson | 00:25,76 |

### 50 m Schmetterling
| Platz | Land        | Athlet             | Zeit     |
| ----- | ----------- | ------------------ | -------- |
| 1     | Niederlande | Inge de Bruijn     | 00:27,25 |
| 2     | Schweden    | Louise Karlsson    | 00:27,63 |
| 3     | Deutschland | Christiane Sievert | 00:28,02 |

### 50 m Rücken
| Platz | Land        | Athlet         | Zeit     |
| ----- | ----------- | -------------- | -------- |
| 1     | Deutschland | Sandra Völker  | 00:28,59 |
| 2     | Deutschland | Anja Eichhorst | 00:28,77 |
| 3     | Deutschland | Andrea Kutz    | 00:29,12 |

### 50 m Brust
| Platz | Land        | Athlet         | Zeit     |
| ----- | ----------- | -------------- | -------- |
| 1     | Deutschland | Peggy Hartung  | 00:31,61 |
| 2     | Deutschland | Sylvia Gerasch | 00:31,87 |
| 3     | Deutschland | Jana Dörries   | 00:32,15 |

### 100 m Lagen
| Platz | Land        | Athlet          | Zeit     |
| ----- | ----------- | --------------- | -------- |
| 1     | Schweden    | Louise Karlsson | 01:01,61 |
| 2     | Deutschland | Daniela Hunger  | 01:02,23 |
| 3     | Deutschland | Marion Zoller   | 01:02,36 |

### Staffel 4 × 50 m Freistil
| Platz | Land        | Athleten                                                                  | Zeit     |
| ----- | ----------- | ------------------------------------------------------------------------- | -------- |
| 1     | Deutschland | - Simone Osygus - Simone Hollermann - Regina Dittmann - Daniela Hunger    | 01:41,30 |
| 2     | Italien     | - Viviana Susin - Manuela Dalla Valle - Ilaria Tocchini - Cristina Chiuso | 01:44,26 |
| 3     | Sowjetunion |                                                                           | 01:44,73 |

### Staffel 4 × 50 m Lagen
| Platz | Land            | Athleten                                                                     | Zeit     |
| ----- | --------------- | ---------------------------------------------------------------------------- | -------- |
| 1     | Deutschland     | - Sandra Völker - Sylvia Gerasch - Christiane Sievert - Daniela Hunger       | 01:53,13 |
| 2     | Italien         | - Lorenza Vigarani - Manuela Dalla Valle - Ilaria Tocchini - Cristina Chiuso | 01:55,84 |
| 3     | Verein. Königr. |                                                                              | 01:56,19 |